# Eliphalet Remington
Pour les articles homonymes, voir Remington.
Eliphalet Remington, né le 28 octobre 1793 à Suffield, Connecticut, États-Unis de parents originaires du Yorkshire en Angleterre et mort le 12 août 1861 à Ilion, État de New York, est un ingénieur et un industriel américain

## Biographie
Forgeron, à 23 ans, il fabrique un fusil révolutionnaire utilisant un mécanisme acheté à un négociant et un canon de sa propre fabrication.
L'arme reçut un accueil enthousiaste et Remington décida d'engager une production en série. Pour ce faire, il créa la société E. Remington and Sons qu'il dirigea jusqu'à son décès en 1861.
Au milieu du XIXe siècle, cette arme est devenue très populaire et fut une des armes les plus utilisées durant la conquête de l'Ouest.
Sa société continua à développer sa production et petit à petit développa d'autres fabrications, comme des bicyclettes. À cette époque, l'entreprise prit le nom de Remington Arms Co., Inc.
L'entreprise artisanale des débuts devient une des principales fabriques d'armes légères au monde. Avant Remington, les Américains utilisaient principalement des armes étrangères.